# Emilmuelleria spirotricha
Emilmuelleria spirotricha är en svampart som först beskrevs av R.K. Benj., och fick sitt nu gällande namn av Arx 1986. Emilmuelleria spirotricha ingår i släktet Emilmuelleria och familjen Chaetomiaceae.   Inga underarter finns listade i Catalogue of Life.